# گلایول جنوب آفریقا
گلایول جنوب آفریقا(نام علمی: Gladiolus alatus) نام یک گونه از سرده گلایول است.